# Тринідад і Тобаго на Чемпіонаті світу з водних видів спорту 2015
Тринідад і Тобаго взяли участь у Чемпіонаті світу з водних видів спорту 2015, який пройшов у Казані (Росія) від 24 липня до 9 серпня.

## Плавання
Плавці Тринідаду і Тобаго виконали кваліфікаційні нормативи в дисциплінах, які наведено в таблиці (не більш як 2 плавці на одну дисципліну за часом нормативу A, і не більш як 1 плавець на одну дисципліну за часом нормативу B):
Чоловіки
| Спортсмен     | Дисципліна           | Попередній заплив | Попередній заплив | Півфінал        | Півфінал        | Фінал           | Фінал           |
| Спортсмен     | Дисципліна           | Час               | Місце             | Час             | Місце           | Час             | Місце           |
| ------------- | -------------------- | ----------------- | ----------------- | --------------- | --------------- | --------------- | --------------- |
| Ділан Картер  | 100 м вільним стилем | 49.40             | 24                | Завершив виступ | Завершив виступ | Завершив виступ | Завершив виступ |
| Ділан Картер  | 100 м на спині       | 55.24             | 33                | Завершив виступ | Завершив виступ | Завершив виступ | Завершив виступ |
| Ділан Картер  | 50 м батерфляєм      | 23.67             | =15 Q             | 23.60           | 15              | Завершив виступ | Завершив виступ |
| Ділан Картер  | 100 м батерфляєм     | DNS               | DNS               | Завершив виступ | Завершив виступ | Завершив виступ | Завершив виступ |
| Девід Маклауд | 50 м на спині        | 26.54             | 43                | Завершив виступ | Завершив виступ | Завершив виступ | Завершив виступ |